# 纤弱黄芩
纤弱黄芩（学名：Scutellaria dependens）为唇形科黄芩属下的一个种。

## 扩展阅读
- 維基物種上的相關：纤弱黄芩